# Damian Ulrich
Damian Ulrich (1983) is een golfprofessional uit Zwitserland. 

## Amateur
Ulrich speelt golf sinds 1997. Zijn eerste lessen kreeg hij toen op Golfpark Holzhäusern.
In 2000 werd hij opgenomen in het nationale jeugdteam en deed mee aan het Europees Landen Team Kampioenschap. Daarna speelde hij in het nationale team. Hij won in 2006 de St Andrews Trophy spelend voor het Continentale team. 
Baanrecords
- 62 (-10) op Golfpark Holzhäusern
- 62 (-8) op Waldkirch

### Gewonnen
- 2005: Medal play kwalificatie voor het Brits Open, Championat du Lèman
- 2006: Nationale Order of Merit

### Teams
- St Andrews Trophy: 2006 winnaars

## Professional
Ulrich werd in 2007 professional.
Op de EPD Tour haalde hij vijf tweede plaatsen. Hij ging les geven op de Golf Ennetsee en eindigde als nummer 3 op de Order of Merit en promoveerde naar de Europese Challenge Tour 2008. Daar behaalde hij zijn eerste overwinning als professional. Op de European Masters 2011 werd hij 18de.

### Gewonnen
Challenge Tour
- 2008: Sirene Classic in Belek

Swiss Pro Golf Tour
- 2011: Olivier Barras Memorial
- 2012: ASGI  Swiss PGA Tour Final

Pro Golf Tour (voorheen EPD Tour)
- 2013: Open Dar Es Salam in Rabat